# Virgilio Mortari

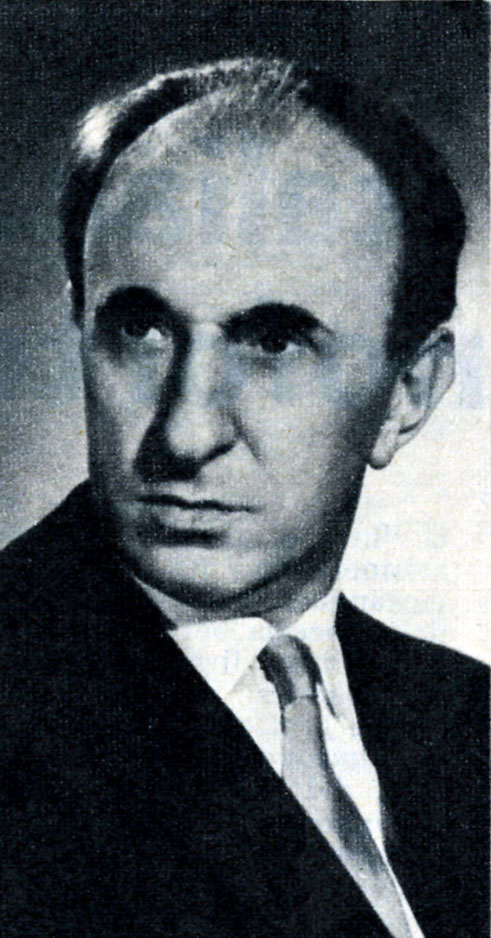
Virgilio Mortari (1902–1993)

Virgilio Mortari (* 6. Dezember 1902 in Passirana di Lainate bei Mailand; † 5. September 1993 in Rom) war ein italienischer Komponist und Musikpädagoge.

## Leben und Werk
Mortari studierte am Konservatorium Mailand bei Costante Adolfo Bossi und Ildebrando Pizzetti. 1924 gewann er mit seiner Sonata per pianoforte, violino e violoncello den Ersten Preis eines Kompositionswettbewerbes der Società Italiana di Musica Contemporanea. Von 1933 bis 1940 lehrte er am Conservatorio Benedetto Marcello in Venedig, ab 1940 am Conservatorio di Musica Santa Cecilia in Rom. 1955 bis 1959 war er Oberintendant am Teatro la Fenice in Venedig und seit 1963 Vizepräsident der Accademia Nazionale di Santa Cecilia in Rom.
Mortari komponierte mehrere Opern (La scuola delle mogli 1930, La figlia del diavolo 1954, Il contratto 1964 u. a.), Orchesterwerke, Kammermusik und Lieder. Außerdem übernahm er die Herausgabe italienischer Oratorien und Opern des 18. Jahrhunderts und verfasste gemeinsam mit Alfredo Casella das Lehrbuch La tecnica dell'orchestra contemporanea (erschienen 1950 in Mailand).